# Bytíz (pracovní tábor)
Tábor Bytíz v části města Příbrami Bytíz, byl největší z uranových táborů na území Československa.  Byl založen v roce 1953 na základě geologických průzkumů, které odhalily přítomnost uranové rudy. Jeho vznik se pojí i s kontextem politické atmosféry doby padesátých let ČSR. Tajné označení pro tábor bylo "NPT-Z". V roce 1961 převzal funkci zrušeného tábora Vojna a byla sem přesunuta většina vězňů, kteří nebyli propuštěni v rámci rozsáhlé amnestie v roce 1960. Dodnes slouží jako věznice.

## Historie
20. května 1953 byl prvním velitelem tábora Bytíz jmenován Jaroslav Duba, který do té doby působil jako velitel tábora Vojna. 1. 4. 1963 došlo z důvodu poddolování k propadu táborové kuchyně.
Vězni pracovali v primární sféře československého průmyslu a v pozdějších letech ve stavebnictví, strojírenství a zemědělství.

## Současnost
Původní tábor se do současnosti téměř nedochoval. Jako dnešní věznice slouží tábor dostavěný v roce 1962. Důl Bytíz je od roku 2020 pobočkou Hornického muzea Příbram.